# Onomastica norrena

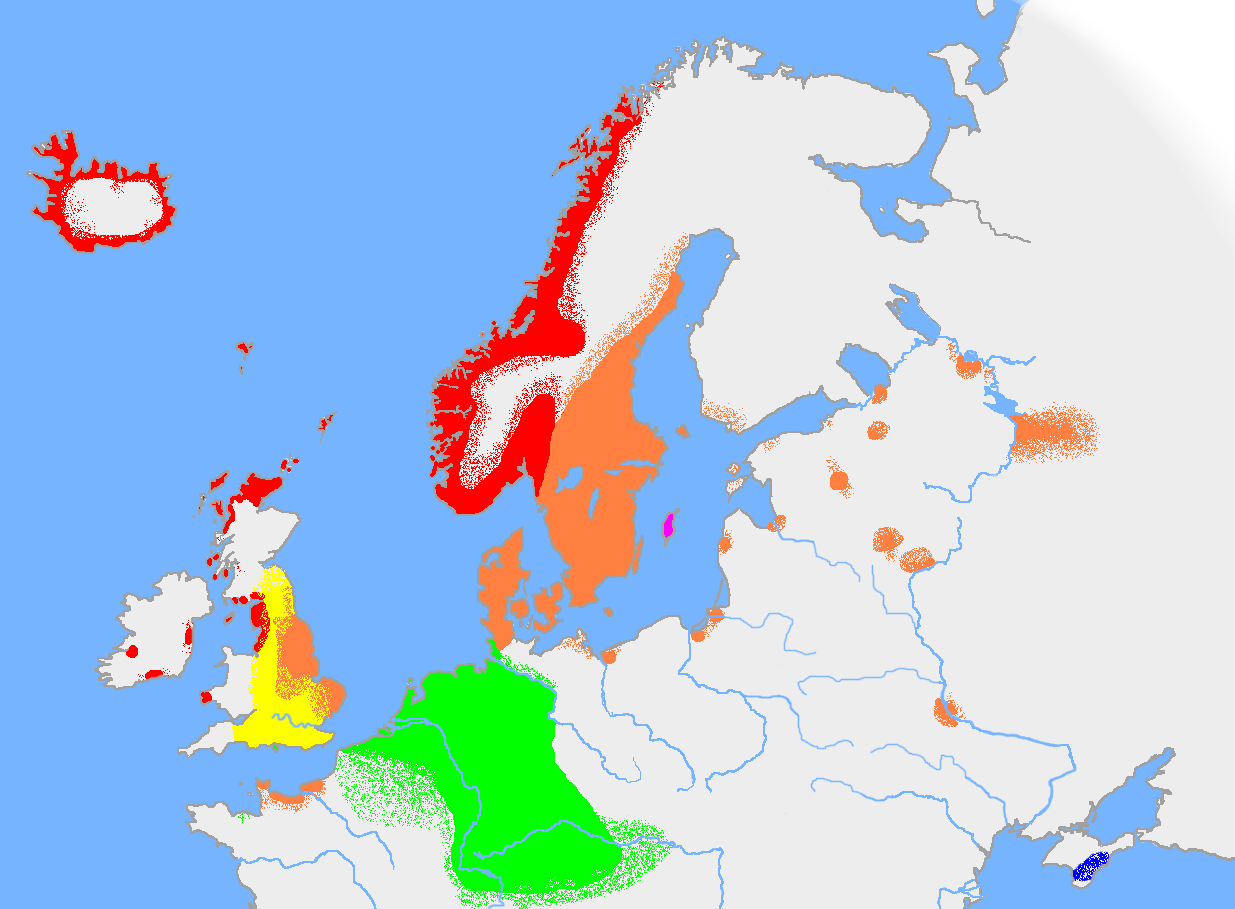
Distribuzione geografica del norreno e delle lingue ad esso collegate all'inizio del X secolo. L'area rossa è la zona di distribuzione del dialetto occidentale, l'area arancione quella del dialetto orientale, l'area rosa è il gutnico antico, l'area verde le lingue germaniche occidentali, l'area blu la lingua gotica di Crimea e l'area gialla l'antico inglese.

Questo elenco contiene alcuni dei nomi utilizzati nella lingua norrena, in un arco di tempo compreso tra VIII secolo e inizio del XIV secolo, cioè quando le lingue scandinave iniziarono a distinguersi (mantenendo comunque una certa intelleggibilità). Tuttavia questo arco di tempo deve essere preso con estremi molto larghi, soprattutto l'ultimo periodo; sono stati infatti trovati testi risalenti al XV secolo scritti con la lingua norrena (definita in antichità dönsk tunga "lingua danese" oppure norrœnt mál, "parlata nordica").

## Storia
La lingua norrena deriva dal proto-norreno, parlata nell'area scandinava approssimativamente tra II-VIII secolo d.C. a sua volta discendente della ricostruita lingua proto-germanica. All'età Proto-Norrena appartengono molte iscrizioni runiche in fuþark antico, in totale 260. Le più antiche iscrizioni risalgono al pieno II secolo d.C.
Un esempio di queste iscrizioni proviene dai Corni d'oro di Gallehus, ritrovati in Danimarca e risalenti forse al V secolo. Questi due corni, in numero di due, raffigurano eventi non ancora decifrati della mitologia germanica, ma sull'altro è incisa un'iscrizione in fuþark antico che contiene il nome Hlewagastiz. L'iscrizione completa è: 

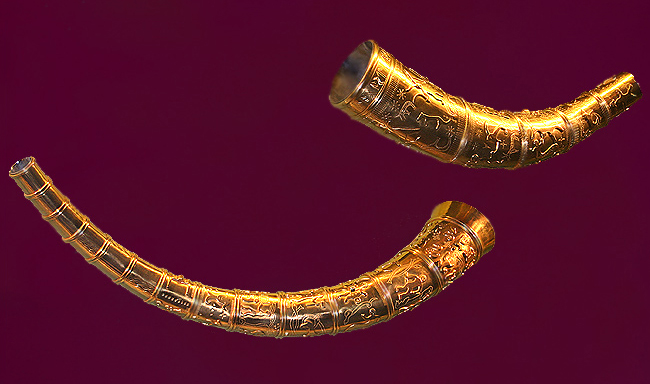
I Corni d'Oro di Gallehus

ek : hlewagastiz: holtijaz: horna: tawido : (traslitterazione)
Io : Hlewagastiz: Holtijaz: ho fatto: il corno (traduzione)»
Hlewagastiz è un nome proprio il cui significato è ancora incerto; la seconda parte gastiz significa "ospite" e nel Norreno diventerà gestr.
Un altro esempio di iscrizione proto-norrena che contiene un nome proprio è la Pietra di Tune, proveniente dalla Norvegia e risalente a una data ancora imprecisata compresa tra il III-V secolo d.C. Anche questa iscrizione, come per i Corni di Gallehus, presenta la forma tipica "Io (nome) feci questo per (nome).
I nomi contenuti sono Wiwaz (il dedicatario della pietra) e Woduridaz (colui a cui è stata dedicata la pietra). Woduridaz significa "colui che cavalca la furia", (*Wod- presenta la stessa radice di Wōden e Wuotan, i nomi in antico inglese e antico germanico di Óðinn, cioè Odino). Altri nomi Proto-Norreni da iscrizioni runiche sono:
- Āsugīsalaz e Muha (Lancia di Kragehul I)
- Hraþaz, Stainawarijaz (Pietra runica di Rö)

Il passaggio dal proto-norreno al Norreno, tra 500-800, comportò alcuni cambiamenti linguistici. Innanzitutto avvenne una frattura vocalica che portò alla costituzione di nuovi dittonghi: per esempio, *ferþuz (fiordo) divenne fjörðr, con il cambiamento di -er- in -jö-. Altri esempi sono la vocale -e- che diventa -ja- o -jǫ- quando è seguita da -a- o -u-; la caduta di -j- e -w- all'inizio di parola.
La conoscenza del Norreno ci deriva soprattutto dai testi medievali islandesi.

## Trasformazioni linguistiche nelle colonie

### Danelaw

L'Inghilterra nel 878, dopo l'accordo tra Guthrum e Alfredo. Si vedono il Danelaw e il regno di Guthrum che comprendeva Cambridge, Londra e l'Anglia Orientale

Nell'anno 886/890 un trattato tra Alfredo di Wessex e Guthrum stabilì che "il confine lungo il Tamigi, fino al Lea e lungo il Lea fino alle sue sorgenti, poi a destra verso Bedford e sull'Ouse fino a Watling Street" avrebbe diviso i territori Sassoni da quelli Danesi, acquisiti e occupati dai vichinghi durante le scorrerie sul suolo inglese. L'accordo quindi sembra assegnare al Danelaw tutta l'Inghilterra orientale e settentrionale, inclusi Anglia Orientale (Ēast Engla), Fens, Midlands Orientali, Lincolnshire e Yorkshire.
Nonostante gli studiosi assegnino vari livelli di assimilazione o di integrazione del territorio del Danelaw tra indigeni Sassoni e invasori Norreni, è indubbio che vi furono commistioni e influenze su entrambe le parti. La lingua e l'uso dei nomi sono importanti indicatori di queste reciproche influenze.

### Groenlandia
Fino al XV secolo è attestato l'uso nella Groenlandia colonizzata dai vichinghi di un dialetto solo leggermente divergente dal norreno parlato nel resto del mondo vichingo. Di per sé, infatti, la lingua norrena era piuttosto conservatrice e le tracce di questo dialetto su oltre 80 iscrizioni runiche potrebbero, in realtà, non essere state lasciate necessariamente da abitanti della Groenlandia; potrebbero cioè essere tracce di dialetti attestati altrove.

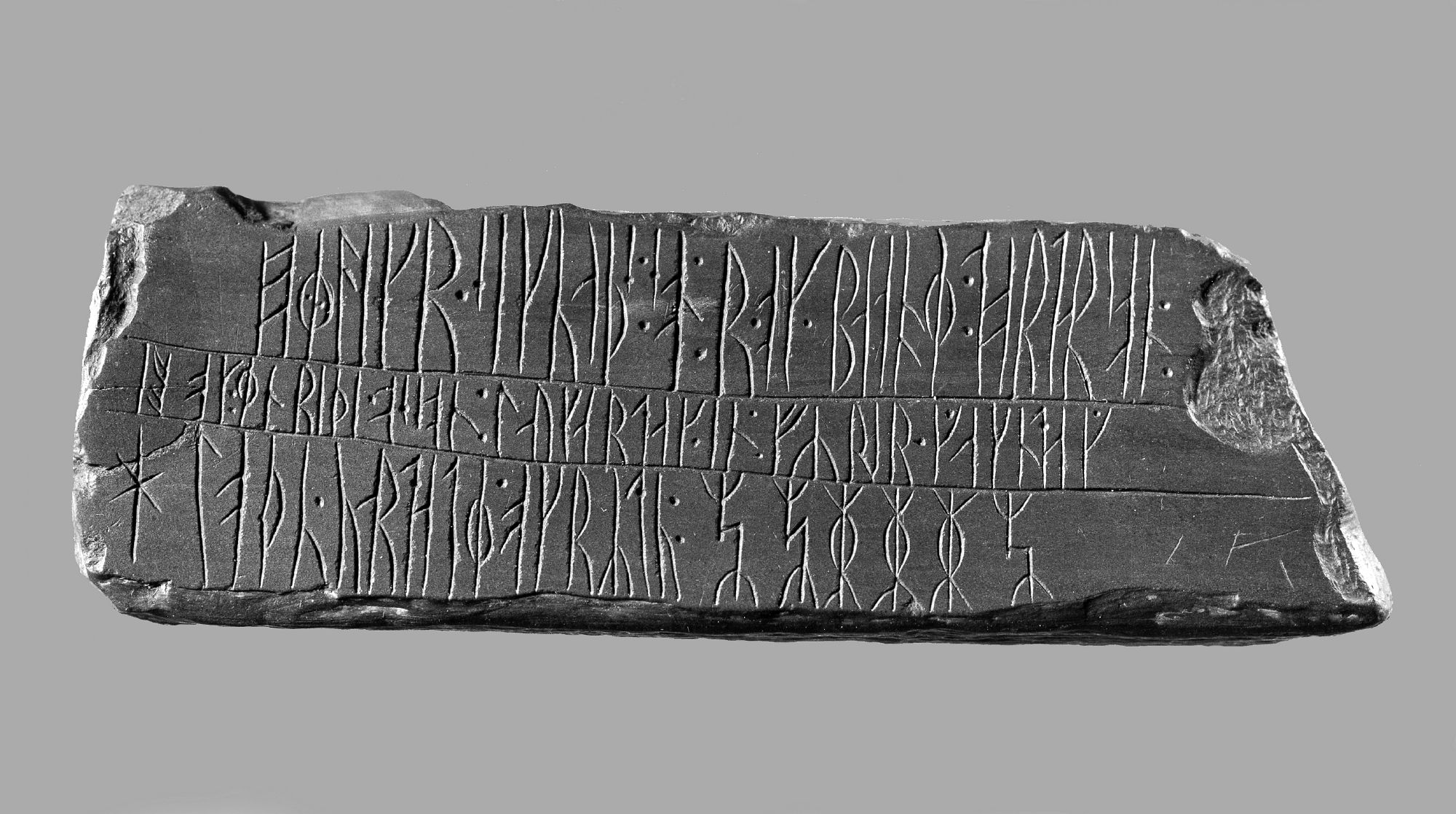
Pietra runica di Kingittorsuaq (Rundata: GR 1), ritrovata nell'isola di Kingittorsuaq e datata tra XIII e XIV secolo. Il testo recita: el=likr * sikuaþs : so=n:r * ok * baan=ne : torta=r son : ok enriþi * os son : laukardak*in : fyrir * gakndag hloþu * ua=rda te * ok rydu : (seguito da sei caratteri indecifrabili). La traduzione è: "Erlingr figlio di Sigvaðr e Baarne Þorðarson ed Enriði figlio di Ás, il sabato prima delle Rogazioni hanno eretto questo tumulo e..."

Attraverso i pochi materiali runici rimasti è difficile identificare con precisione le peculiarità del norreno-groenlandese. Le differenze principali sono: l'uso della consonante t al posto di þ (Torir ≠ Þórir) e il mantenimento della coppia hl e hr che nella madrepatria scomparvero trasformandosi in l e r, oltre alla vocale lunga œ, che in Islanda si trasformò nel suono æ ma invece si preservò in Norvegia.

Si ritiene che il norreno-groenlandese avesse qualche tipo di contatto attivo con il groenlandese parlato dagli indigeni Kalaallit, lasciando cioè dei prestiti linguistici nella lingua locale. In particolare, si crede che la parola groenlandese Kalaaleq (o Karaaleq), cioè "Groenlandese", derivi da Skrælingr, la parola con cui i norreni chiamavano gli abitanti del luogo. Un'altra parola, molto più esplicativa di questa influenza, è kona (groenlandese "donna"), pressoché uguale al termine norreno.

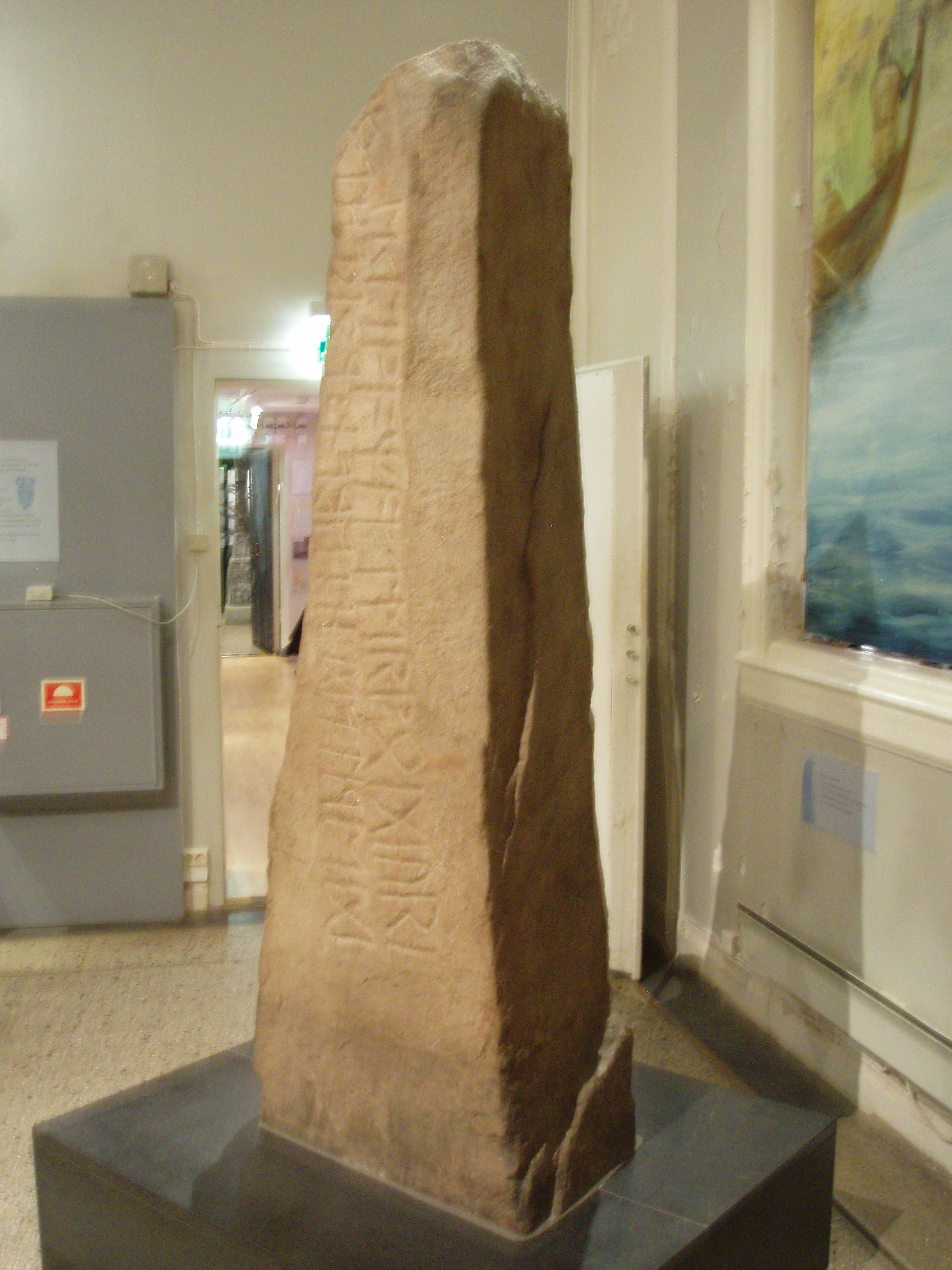
La Pietra di Tune

## Nomi
Raccogliere tutti i nomi presenti nell'area scandinava tra 700 e 1300 non è possibile, neppure basandosi sui moltissimi riferimenti. Le fonti da cui attingere sono di vari tipi: iscrizioni runiche, ma anche saghe, raccolte di leggi, raffigurazioni, toponimi, testi letterari, frammenti, fonti straniere.
I nomi possono essere ricostruiti anche a partire dai prenomi odierni. Qui vengono scritti seguendo l'ortografia islandese moderna.

### Caratteristiche
L'imposizione del nome era un atto fondamentale. Spesso si tendeva a formare nomi composti, specialmente con nomi divini, per invocare la protezione divina sulla persona che lo portava. L'identità di una persona era determinata dal patronimico, come avviene tutt'oggi in Islanda. Gli uomini aggiungevano -son (figlio) al nome del padre, le donne -dóttir (figlia). Con l'avvento dei regni nazionali, prese piede l'uso creare veri nomi dinastici.

## A
- Alfarinn: nome maschile di significato incerto. Può essere inteso come combinazione di alfr (o ælfR, al femminile) "elfo" e arn "aquila"[7]; oppure un nome che dà il senso di "colui che viaggia lontano, molto" (allr + fara)[8]
  - Alfarinn, un gigante (jötunn) della mitologia
- Arinbjörn: variante di Arnbjörn
- Arnbjörn: nome maschile, composto da arn "aquila" e björn "orso"
- Arnbjörg: nome femminile, composto da arn "aquila" e björg "fortezza"
- Arndís: nome femminile, composto da arn "aquila" e dís "dea, signora"
- Arnfinnr: nome maschile, composto da arn "aquila" e Finnr (vedi sotto)
- Arngrímr: nome maschile, composto da arn "aquila" e grímr "maschera"[9]
- Arnleifr: nome maschile, composto da arn "aquila" e leifr "erede"
- Arnþjófr
- Arnórr: nome maschile
  - Arnórr Þórðarson: poeta islandese
- Auðr: nome maschile e femminile, da auðr "ricchezza, prosperità"
  - Auðr Ketilsdóttir "Profondo-pensiero", figlia di Ketill Flatnose e moglie di Olaf il Bianco, re di Dublino
- Auðun o Auðunn: nome maschile e femminile, da auðr "ricchezza, prosperità"
  - Auðunn illskælda, poetessa norvegese del X secolo
  - Auðun, protagonista dell'Auðunar þáttr vestfirzka

## Á
- Álfr: nome maschile
- Áli: nome maschile
- Ármöðr
- Árni: nome maschile
- Ása: nome femminile
  - Ása Haraldsdóttir, figlia del re Haraldr Graunraði di Agðir. Si suppone che il tumulo di Oseberg, dove è stata ritrovata la nave di Oseberg, appartenga proprio a Ása, in quanto Ose- sarebbe una pronuncia popolare del nome.
- Áslákr
- Ásleifr
- Áskell[10]
- Ásmundr[11]
- Ástriðr: nome femminile, forse derivato da *Ásfríðr, "bella come una déa". Varianti: Astrid, Estrid (Danimarca)
  - Ástriðr, donna svedese immortalata in numerose pietre runiche[12][13][14]
  - Estrid Svensdatter, principessa danese e di Kiev
  - Estrid degli Obotriti
- Ásvaldr

## B
- Beiti: nome maschile, dal verbo beita[15][16]
- Bergljót: nome femminile
  - Bergljót Hákonsdóttir, figlia di Hákon Sigurðarson jarl di Lade
- Bergþór
- Bergþóra: nome femminile
  - Bergþóra Skarphéðinsdóttir, seconda moglie di Njáll Þorgeirsson
- Bjarni: nome maschile, björn "orso"
  - Bjarni byskup Kolbeinsson, vescovo delle Orcadi nel XII secolo
  - Bjarni gullbrárskáld Hallbjarnarson, scaldo islandese del X secolo
- Björg: nome femminile, da björg "fortezza o aiuto"
- Björn: nome maschile, da björn "orso"
- Björnólfr[17]: variante di Björnúlfr
- Björnúlfr: nome maschile, composto da björn "orso" e úlfr "lupo"
- Bolli: nome maschile, da bolli "ciotola" 
  - Bolli Þorleiksson
  - Bolli Bollason, figlio di Bolli Þorleiksson
- Bósi: nome maschile
- Bótmundr: nome maschile, composto da bót "aiuto, rimedio, composizione" e mundr "protezione"
- Böðmóðr: nome maschile
- Böðvarr: nome maschile
- Bölverkr: nome maschile
- Bragi: nome maschile, derivato dal dio della poesia Bragi o forse da uno dei nomi di Odino[18]
  - Bragi Boddason inn gamli, scaldo norvegese del IX secolo
- Brandr: nome maschile, da brandr "fiamma" o "spada"
- Brestir: nome maschile, dal verbo bresta "bruciare"
- Bróðir: nome maschile, da bróðir "fratello"
- Brúni: nome maschile
- Brúsi: nome maschile, da brúsi "caprone"
  - Brúsi Hallason, scaldo islandese del X secolo[19]
- Brynjólfr: nome maschile, composto da brynja "cotta di maglia" e úlfr "lupo"
- Búi: nome maschile, da búi "abitante" o forse nel senso di "ragazzo". Forse affine all'inglese boy[20]
  - Búi Andríðson[21][22]

## D
- Dagfinnr: nome maschile, composto da dagr "giorno" e finnr
- Dagstyggr: nome maschile
- Danr[23]: nome maschile, da danr "danese"
- Dagrún: nome femminile, composto da dagr "giorno" e rún "runa"
- Dís: nome femminile, da dís "dea, signora"La nave di Oseberg

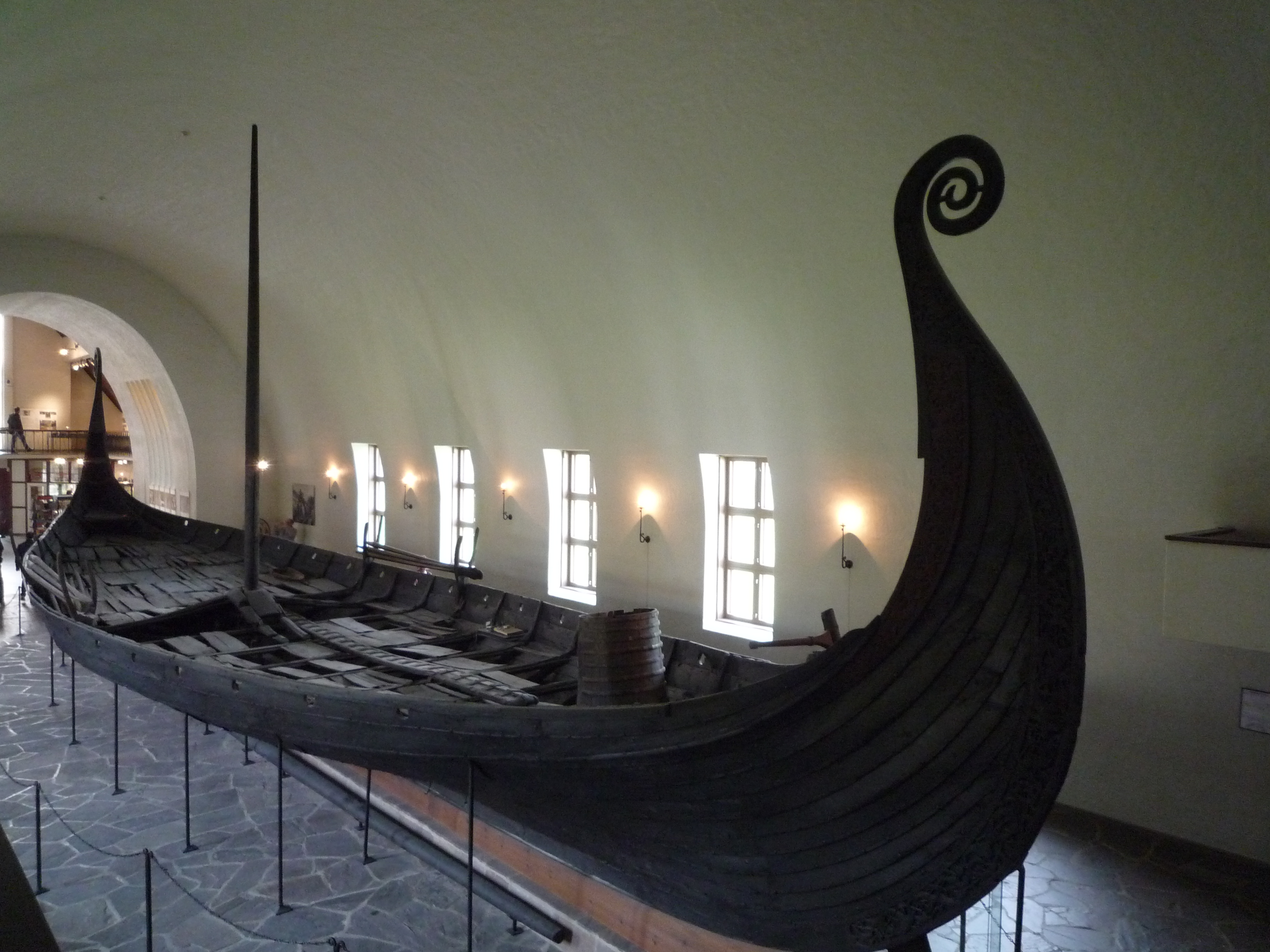
La nave di Oseberg

## E
- Egill: nome maschile
  - Egill Skalla-Grímsson
- Eilífr: nome maschile 
  - Eilífr Goðrúnarson, scaldo del X secolo
  - Eilífr kúlnasveinn, scaldo
  - Eilífr Snorrason, scaldo
- Einarr
  - Einarr skálaglamm Helgason, scaldo islandese del X secolo
  - Einarr Skúlason, scaldo
- Eindriði
- Eiríkr, Erik, Eric: nome maschile
  - Eiríkr, re leggendario degli Sueoni insieme ad Alrekr
  - Eiríkr Björnsson, re semi-leggendario svedese del IX secolo
  - Erik Refilsson, re svedese semi-leggendario
  - Erik Anundsson, re svedese semi-leggendario[24]
  - Erik Väderhatt, re svedese semi-leggandario
  - Erik Ringsson, re svedese semi-leggendario
  - Eiríkr il Rosso, esploratore norvegese
  - Eiríkr I il Vittorioso (Segersäll), primo re di Svezia (970-995) storicamente accertato
  - Erik Årsäll, re di Svezia e ultimo sovrano pagano (1087-1088). Figlio di Blot-Sven
  - Eiríkr VII Stenkilsson, re di Svezia (1066-1067)
  - Eiríkr VIII il Pagano, re di Svezia (1066-1067)
  - Erik IX il Santo, re di Svezia (1150-1160)
  - Erik X, re di Svezia (1208-1216)
- Eldjárn: nome maschile
  - Eldjárn, poeta islandese vissuto nel XII secolo e conosciuto attraverso il Morkinskinna
- Erlendr: nome maschile
- Erlingr: nome maschile, composto jarl "conte, signore, jarl" e il suffisso -ing che indica discendenza o appartenenza[25]
  - Erlingr Skjálgsson, leader norvegese tra X e XI secolo
- Erpr: nome maschile, variante di Jarpr
  - Erpr lútandi, scaldo
- Eyjólfr: nome maschile, composto da ey "isola" e ulfr "lupo".
  - Eyjólfr dáðaskáld, scaldo del XI secolo
- Eysteinn: nome maschile, composto da ey "isola" e stein "pietra". La variante è Øystæinn
  - Eysteinn Valdason, scaldo islandese del X secolo
- Eyvaldr: nome maschile, composto da ey "isola" e valdr[26] "potente" oppure "colui che governa".
- Eyvindr: nome maschile, composto da ey "isola" e vindr, che deriva dal Proto-norreno winduR "vincitore"
  - Eyvindr skáldaspillir Finnsson, scaldo norvegese del X secolo

## F
- Feima: nome femminile, probabilmente di origine gaelica, da feima "ragazza timida"
  - Feima Hrímnisdóttir, poetessa
- Finnbogi: nome maschile, composto da Finnr e bogi "arco"
  - Finnbogi, mercante islandese nella Saga dei Groenlandesi
- Finnr: nome maschile, da finnr "Sámi, Lappone". In origine il termine significava "nomade, errante".
- Finnleikr
- Floki
  - Hrafna-Floki Vilgerðarson, primo esploratore a raggiungere volontariamente l'Islanda
- Flosi: nome maschile
- Framarr: nome maschile
- Friðþjófr: nome maschile

### Nomi composti con il teonimo Freyr
Aggiungere il nome di un dio serviva a invocare la protezione e il favore della divinità sulla persona che lo portava. Si credeva anche che chi avesse il doppio nome godesse di una vita più lunga.
- Freyrbjörn: nome maschile, composto da Freyr e björn "orso"
- Freydís: nome femminile, composto da Freyr e dís "dea"
  - Freydís Eiríksdóttir, figlia di Erik il Rosso
- Freygerðr: nome femminile, composto da Freyr e gerðr "recinto"
- Freysteinn: nome maschile, composto da Freyr e steinn "pietra"

## G
- Gagr: nome maschile, forse variante di Kagr[28], da gagr "piegato all'indietro"
- Galmr: nome maschile
- Gamli: nome maschile, dall'aggettivo gamli "vecchio", forse nel significato di "primogenito"
  - Gamli, figlio di Eirik I di Norvegia altrimenti sconosciuto[29][30]
  - Gamli gnævaðarskáld, scaldo islandese
- Garðarr
  - Garðar Svavarsson
- Gautrekr: nome maschile
  - Gautrekr, condottiero leggendario dei Geati
- Geirhildr: nome femminile, composto da geirr "lancia" e hildr "battaglia"
- Geirleifr: nome maschile, composto da geirr "lancia" e leifr "erede"
- Gellir: nome maschile, dal verbo gjalla "gridare"
  - Gellir Bölverksson, lögsögumaður islandese del XI secolo
- Gestr: nome maschile, da gestr "ospite"
- Gestumblindi: nome maschile
- Gísli
  - Gísli Súrsson, protagonista della Gísla saga
- Gizurr: nome maschile
- Gissur: variante di Gizurr
  - Gissur Ísleifsson, secondo vescovo d'Islanda dal 1082 al 1118
- Glúmr: nome maschile, da glúmr "colui che è scuro" o anche "orso"
  - Glúmr Eyjólfsson, protagonista della Víga-Glúms saga
  - Glúmr Geirason, scaldo del X secolo
- Gói: nome maschile e femminile
  - Gói, figura mitologica figlia di Þorri e sorella di Nórr e Górr
- Gormr o GórmR: forma abbreviata nel nome maschile *Goðormr o *Goð-þormr
  - Gormr il Vecchio
- Gramr: nome maschile, da gramr "ira". Era il nome di una spada mitica, Gramr.
- Grani
- Grankell
- Granmarr
- Grettir: nome maschile, da grettir "ghignante"
  - Grettis il Forte, protagonista della Grettis saga
- Gríð: variante femminile di Gríðr
- Gríðr
- Grímhildr: nome femminile, da grímr "elmetto, maschera"[31] e hildr " battaglia"[32]
  - Grímhildr, donna malefica menzionata nel Gríms saga loðinkinna, nonché moglie, sempre malefica, del re Gjúki
- Grímkell
  - Grímkell, vescovo inglese di Selsey del XI secolo. Fu portato in Norvegia da Olaf II per cristianizzare il regno[33].
- Grímr: nome maschile, da grímr "elmetto a maschera"[31]. Era uno dei nomi di Odino
- Gríss: nome maschile, da gríss "giovane maiale"
- Gróa: nome femminile, dal verbo gróa "crescere". Alcuni lo ricollegano al celtico gruann "donna"[34]
- Guðbrandr: nome maschile
- Guðfríðr: nome femminile, composto da guðr/goðr "dio" oppure da góðr "buono" e fríðr "bellezza"
- Guðlaugr: nome maschile
- Guðleifr: nome maschile, composto da guðr/goðr "dio" oppure da góðr "buono" e leifr "erede"
- Guðmundr: nome maschile
  - Guðmundr di Glæsisvellir[35], figura leggendaria del Forndaldarsögur e re dei Giganti
- Guðríðr: variante di Guðfríðr
  - Guðríðr Þorbjarnardóttir, moglie di Thorfinn karlsefni ed esploratrice islandese[36]
- Guðrún: nome femminile composto da guðr "dio" e rún "runa".
  - Guðrún, personaggio della Völsunga saga e nella forma Crimilde (Kriemhild) del Canto dei Nibelunghi
- Gunnarr
  - Gunnar Hámundarson, capo politico islandese del X secolo
- Gunnbjörg: nome femminile, composto da gunn "battaglia" e björg "aiuto, fortezza"
  - Gunnborga den goda, maestra runica del XI secolo, autrice dell'iscrizione runica Hs 21Iscrizione Hs 21 scolpita da Gunnboga den goda

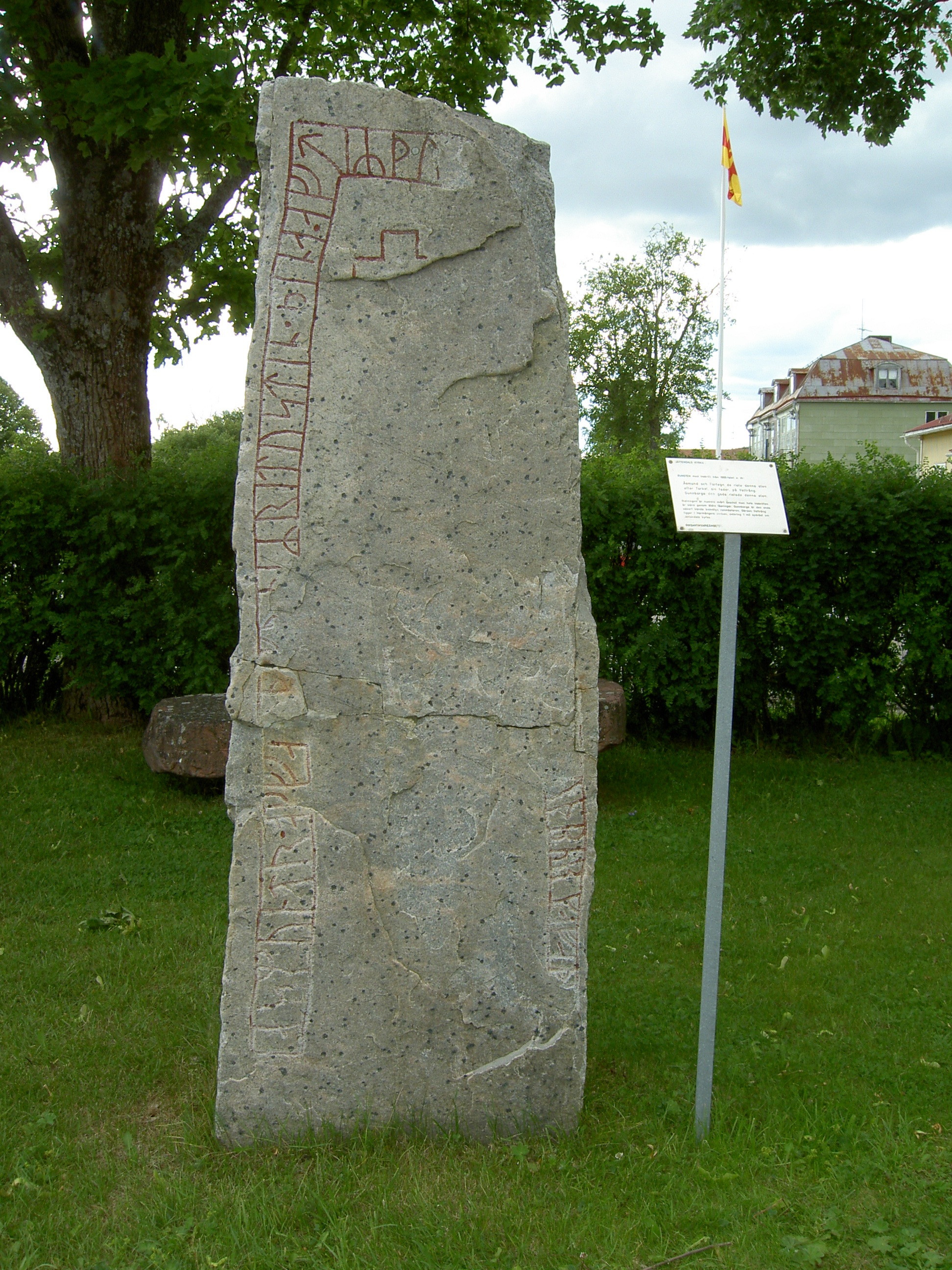
Iscrizione Hs 21 scolpita da Gunnboga den goda

- Gunnbjörn: nome maschile, composto da gunn "battaglia" e björn "orso"
- Gunnlaug: nome femminile, composto da gunn "battaglia" e laug
- Gunnlaugr: nome maschile, variante del femminile Gunnlaug
  - Gunnlaugr Ormstunga, poeta islandese e protagonista della Gunnlaugs saga ormstungu
- Gunnbjörn: nome maschile, composto da gunnr "battaglia" e björn "orso"
  - Gunnbjörn Ulfsson, esploratore norvegese
- Gunnhildr: nome femminile composto da gunnr "battaglia" e hildr "battaglia"
  - Gunnhild (c. 910-980): regina norvegese, moglie di Eirik I di Norvegia
  - Gunnhildr Sveinsdóttir (m. 1060): regina consorte di Svezia (Anund Jakob) e poi di Danimarca (Sweyn II)
- Gunnhvatr: nome maschile, composto da gunn "battaglia" e hvatr "vigoroso"
- Gyða
- Gyrðr

## H
- Hafdís: nome femminile, composto da haf "mare" e dís "dea"
- Hafliði: nome maschile
- Halfdan: variante di Halfdanr
- Halfdanr: nome maschile composto da halfr "mezzo" e danr "danese"
  - Halfdan Fróðasson, re leggendario danese del V secolo
  - Halfdan Hvitbeinn, re leggendario Norvegese presente della Ynglinga saga, figlio di Olof Trätälja e nonno di Halfdan Eysteinsson il Mite
  - Halfdan il Valoroso (Snjálli), padre di Ivar Vidfamne e personaggio varie saghe
  - Halfdan Eysteinsson, presente nella Hálfdanar saga Eysteinssonar
  - Halfdan, inviato alla corte di Carlo Magno nel 782 e nominato ancora nel 807
  - Halfdanr il Nero, re di Vestføld nel IX secolo e padre di Harald Bellachioma
  - Halfdan Ragnarsson, capo vichingo della Grande Armata Danese e forse figlio di Ragnar Loðbrókr
  - Halfdan Haraldsson il Nero, nonno di Halfdan il Nero e figlio di Ása, re minore del Trondelag[37]
  - Halfdan Eysteinsson il Mite, re di Romerike e Vestføld
  - Halfdan Gambalunga, figlio di re Haraldr Bellachioma
- Hallaðr: nome maschile, composto da hallr e höð "battaglia". Hallr in norreno aveva vari significati: "collina", "roccia", "pietra piatta" (forse da intendere come altare)[38]
- Hallar
  - Hallar-Steinn, poeta islandese del XII secolo
- Halldís
- Halldórr
  - Halldórr ókristni (il Non-Cristiano), scaldo del XI secolo
- Hallfreðr
  - Hallfreðr vandræðaskáld Óttarsson, scaldo
- Hallkell: nome maschile
- Hardís: nome femminile
- Hákon
  - Haakon I di Norvegia, re di Norvegia
  - Haakon II di Norvegia, re di Norvegia
  - Haakon III di Norvegia, re di Norvegia
  - Haakon IV di Norvegia, re di Norvegia
  - Haakon V di Norvegia, re di Norvegia
  - Haakon VI di Norvegia, re di Norvegia
  - Haakon di Svezia, re di Svezia
  - Haakon Magnusson di Norvegia, re di Norvegia
  - Haakon Sigurdsson, re di Norvegia
- Haukr: nome maschile. Variante islandese: Haukur.
  - Haukur Erlendsson, lögsögumaður islandese del XIV secolo
- Hámundr
- Hárekr
  - Hárekr di Tjøtta, figlio di Eyvindr skáldaspillir e capo avversario di Olaf II di Norvegia. Partecipò alla Battaglia di Stiklestad
- Helga: variante femminile di Helgi
  - Helga la Bella Þorsteinsson, personaggio islandese della Gunnlaugs saga ormstungu
  - Helga Njálsson, figlia di Njáll Þorgeirsson
- Helgi: nome maschile, da helgi "santo, sacro". Parola affine all'inglese holy, al tedesco heilig e al gotico hailags. Il termine esatto significa "dedicato agli dèi"
  - Helgi, mercante islandese che appare nella Saga dei Groenlandesi
  - Helgi, eroe della mitologia
  - Helgi Njálsson, figlio di Njáll Þorgeirsson
- Herdís
- Hildís
- Hildr: nome femminile, da hildr "battaglia"
  - Hildr, nome di una valchiria
  - Hildr Hrólfsdóttir, madre di Rollone[39]. Nel Landnámabók e nell'Orkneyinga saga ha nome Ragnhildr
- Hjalmdís: nome femminile, composto da hjalmr "elmo" e dís "dea"
- Hjalti: nome maschile
- Hjördís: nome femminile, composto da hjör "spada" e dís "dea"
- Hjörleifr: nome maschile, composto da hjör "spada" e leifr "erede"
  - Hjörleifr Hróðmarsson, colonizzatore islandese e fratellastro di Ingólfr Arnarson
- Hofdís
- Holmdís: nome femminile, composto da holmr (o hólmr) "isolotto" e dís "dea"
- Hörðr
  - Hörðr Grímkelsson, fuorilegge islandese (950-989)[40]
- Höskuld
- Hösvir[41]
- Hrafn
  - Hrafn Önudarson, antagonista di Gunnlaugr Illugason nella Gunnlaugs saga ormstungu
- Hrafndís: nome femminile, composto da hrafn "corvo" e dís "dea"
- Hróar
- Hrói
- Hrosskell
- Humli: nome maschile
- Hundi: nome maschile, da hundr "cane"
- Hvelpr: nome maschile, da hvelpr "cucciolo"
- Hyndla
  - Hyndla, völva presente nel Hyndluljóð

## I
- Illugi
  - Illugi, padre dello scaldo Gunnlaugr Illugason
  - Illugi Bryndœlaskáld: poeta al servizio di Harald Hardrada

### Nomi con il teonimoIng- (Yngvi-Freyr)
Aggiungere il nome di un dio serviva a invocare la protezione e il favore della divinità sulla persona che lo portava. Si credeva anche che chi avesse il doppio nome godesse di una vita più lunga.
- Inga
- Ingibjörg: nome femminile, composto da Ing- e björg "fortezza, castello"
  - Ingeborg Eriksdotter (1297-1357): principessa norvegese e duchessa svedese, figlia di Eirik II di Norvegia
  - Ingeborg Håkonsdotter (1301-1361): principessa norvegese e reggente svedese, figlia di Håkon V di Norvegia
  - Ingeburge di Danimarca (1176-1236): regina francese, moglie di Filippo II, e figlia di Valdemaro I di Danimarca
- Ingifastr[42]
- Ingigerðr: nome femminile, composto da Ing- e gerðr "recinto, protezione"
  - Ingigerd Birgersdotter: regina svedese dal 1200 al 1208, moglie di Sverker II di Svezia e figlia di Birger Brosa
  - Ingigerd Knutsdatter: principessa danese del XI secolo, figlia di Canuto IV di Danimarca
  - Ingigerd Knutsdotter: monaca svedese del XIV-XV secolo, prima badessa di Vadstena
  - Ingigerd Haraldsdotter (1046-1120): principessa norvegese figlia di Harald Hardrada
  - Ingegerd Olofsdotter (1000-1050): principessa svedese del XI secolo e santa venerata dalla Chiesa Ortodossa
- Ingiþóra[43]: nome femminile
- Ingjald
- Ingólfr
  - Ingólfr Arnarson, primo colonizzatore stabile dell'Islanda
- Ingiríðr
  - Ingrid Elofsdotter (m. 1282): santa svedese venerata dalla Chiesa Cattolica
  - Ingrid Ragnvaldsdotter (1100/10-1060 c.): regina consorte di Norvegia, moglie di Harald IV
  - Ingrid Ylva (1180-1250/55): nobildonna svedese madre di Birger Jarl

## J
- Jarpr: nome maschile, da jarpr "scuro di capelli"[44]. Variante di Erpr.
- Járngerðr: nome femminile
  - Una Járngerðr discendente di Egill Skallagrimsson è nominata nel Landnamabók[45]
- Jófríðr: nome femminile, composto da jó (o jór) "destriero" e fríðr "pace"
- Jórunn: nome femminile, composto da jó (o jór) "cavallo" e unnr[46] "onda"
  - Jórunn skáldmær, poetessa norvegese del X secolo

## K
- Kagr[28]: nome maschile, forse variante di Gagr. Etimologia sconosciuta[25]
- Kálfr: nome maschile, da kálfr "vitello". K. Krugen suggerisce che il nome derivi da un elemento sconosciuto unito a úlfr "lupo"[47]
- Karl
- Ketill
- Kjötvi: nome maschile, da kjöt "carne"
  - Kjötvi inn auðgi, re di Agder citato nella Heimskringla[48]
- Knútr
- Kolbeinn
- Kormákr: nome maschile, traslitterazione del nome irlandese Cormac.
  - Kormákr Ögmundarson, scaldo islandese del X secolo e protagonista della Kormáks saga
- Kúgi[49]

## L
- Ljótr
- Ljótólfr
- Lífólfr
- Loðin
- Loðmundr
- Loptr

## M
- Magni: nome maschile, probabilmente dal verbo magna "rafforzare, rendere forte"
  - Magni, figlio di Þórr e Járnsaxa
- Magnúss
  - Magnus I di Svezia
  - Magnus II di Svezia
  - Magnus III di Svezia
  - Magnus IV di Svezia
  - Magnus I di Norvegia e di Danimarca
  - Magnus II di Norvegia
  - Magnus III di Norvegia
  - Magnus IV di Norvegia
  - Magnus V di Norvegia
  - Magnus VI di Norvegia
  - Magnus VII di Norvegia
  - Magnus, vescovo di Turku

## N
- Naddoðr: nome maschile, composto da naddr e oddr "punta"
  - Naddoðr, ritenuto lo scopritore dell'Islanda
- Nikulás: nome maschile, corrispondente a Nicola

## O
- Oddbjörg: nome femminile composto da oddr "punta" e björg "fortezza" oppure "difesa"
- Oddbjörn: nome maschile composto da oddr "punta" e björn "orso"
- Oddfríðr: nome femminile composto da oddr "punta" e fríðr "bellezza"
- Oddgeirr: nome maschile composto da oddr "punta" e geirr "lancia"
- Oddgerðr: nome femminile composto da oddr "punta" e gerðr "recinto"
- Oddi: variante di Oddr. È stato ipotizzato che da Oddi derivi il termine Edda, ma l'etimologia è da tempo rigettata[50].
- Oddkatla: variante femminile di Oddkell
- Oddkell: nome maschile composto da oddr "punta" e ketill "calderone"
- Oddlaug: nome femminile composto da oddr "punta" e laug
- Oddleif: variante femminile di Oddleifr
- Oddleifr: nome maschile composto da oddr "punta" e leifr "erede"
- Oddmarr: nome maschile composto da oddr "punta" e mærr "famoso"
- Oddmárr: variante di Oddmarr
- Oddrún: nome femminile composto da oddr "punta" e rún "runa"
- Oddr: da oddr, "punta di un'arma". Il termine deriva dal Proto-Germanico *uzda, "punta, picco, cuspide" ed è simile all'antico inglese ord, all'antico germanico ort e al gotico *uzds
  - Örvar-Oddr, protagonista della Saga di Oddr l'Arciere
  - Oddr Snorrason, monaco benedettino islandese
- Oddvör: nome femminile
- Ormr: nome maschile

## Ó
- Óðinkárr: nome maschile. Incerta è la sua etimologia. Potrebbe essere l'unico prenome con il nome di Odino oppure, come credeva J. Sørensen[51], sarebbe da intendere come "persona incline alla collera e alla pazzia". Il nome è noto solo da un'iscrizione runica.
- Óttar
  - Óttar, personaggio mitologico del Hyndluljóð
  - Ottar di Hålogaland, esploratore vichingo
  - Óttar, re degli sueoni
  - Óttar Óttarsson, re di Dublino
  - Óttar Jarl
  - Óttarr svarti
- Óspakr: nome maschile
- Ósvífr

## R
- Ragi: nome maschile
- Ragnarr: nome maschile
  - Ragnarr Loðbrók
- Ragnheiðr
- Ragnhildr
  - Ragnhildr Hrólfsdóttir (o semplicemente Hildr), figlia di Rolf Nefja jarl di Trondheim e moglie di Rögnvaldr Eysteinsson
- Rauðr
- Rögnvaldr
  - Rögnvaldr Eysteinsson, jarl di Møre e delle Orcadi della metà del IX secolo[52]
- Rúnólfr: nome maschile

## S
- Serkr: nome maschile, da serkr "camicia"
- Seþórir: nome maschile
- Sigfús
  - Sigfús Sigmundsson, vichingo islandese di Breiðabólstaður e personaggio della Njáls saga
- Sigmundr
  - Sigmundr, padre di Sigurðr
  - Sigmundr Brestisson
- Signý: nome femminile, composto da sigr "vittoria" e ný "nuovo" 
  - Signý, sorella di Sigmundr
- Sigríðr
  - Sigríðr la Superba
- Sigrún: nome femminile, composto da sigr "vittoria" e rún "runa". È anche il nome di una Valchiria.
- Sigtryggr
- Sigurðr: nome maschile che deriva dalla forma ricostruita *Sigvörðr[47], composto da sigr "vittoria" e varðr "guardiano, custode". Nell'area tedesca era noto come Sigiwart e in antico inglese Sigeweard
  - Sigurðr, eroe della Völsunga saga
  - Sigurðr ormr í auga, nobile vichingo
  - Sigurðr Hring, re danese e svedese
  - Sigurðr Jórsalafari, re di Norvegia
  - Sigurðr Haraldsson, re di Norvegia
  - Sigurðr il Possente, jarl delle Orcadi
  - Sigurðr Slembe, pretendente al trono di Norvegia
  - Sigurðr Hjort, re leggendario di Romerike
  - Sigurðr Sýr, re di Ringerike e padre di Haraldr Harðráði
  - Sigurðr Hlödvirsson, jarl delle Orcadi
  - Sigurðr Markusfostre, pretendente al trono di Norvegia
  - Sigurðr Magnusson, pretendente al trono di Norvegia
  - Sigurðr Hákonarson, jarl di Lade
  - Sigurðr Jonsson, reggente Norvegese nel 1400
- Skálpr: nome maschile, da skálpr "fodero di cuoio"
- Skapti: nome maschile, da skapt "bastone, asta da lancio"
  - Skapti Þóroddsson, scaldo e lögsögumadur islandese del XI secolo
- Skarphéðinn: nome maschile da skarpr e heðinn "giacca di pelliccia o vello". L'aggettivo skarpr ha vari significati: "arido", "scarno", "tagliente", "forte". Probabilmente all'inizio era un soprannome.
  - Skarphéðinn Njálsson, figlio di Njáll Þorgeirsson
- Skjólf: nome femminile, dal verbo skjalfa "tremare"
- Skúfr: nome maschile, da skúfr "uccello marino" o meno plausibile "cappello con nappa"[53]
- Skuld
  - Skuld, principessa della mitologia e moglie di Hjörvarðr
- Skúli: nome maschile, dal verbo skýla "proteggere, coprire"
  - Skúli Þorfinnsson, figlio di Þorfinnr Fracassacrani jarl delle Orcadi
- Sjólfr: nome maschile
- Sneirr
- Snorri
  - Snorri Sturluson
  - Snorri Þorgrímsson
- Snæbjörn: nome maschile, da snær "neve" e björn "orso"
  - Snæbjörn Galti, esploratore norvegese della Groenlandia (978)
- Steinunnr: nome femminile, composto da steinn "pietra" e unnr[54] "onda"
  - Steinunn Refsdóttir, poetessa islandese del X secolo
- Steinröðr: nome maschile
- Sturla: nome maschile, dal verbo sturla "disturbare, sconvolgere"[55]
  - Sturla Þórðarson
- Sumarliði: nome maschile
- Surtr
- Sveinn: nome maschile da sveinn "ragazzo". Varianti: Sven, Sweyn (danese)
  - Sweyn II di Danimarca (Sveinn Ástríðarson), re danese dal 1047 al 1076
  - Blot-Sven, re di Svezia dal 1084 al 1087
- Sverker o Sverkir: nome maschile, composto da svartr "nero" e geirr "lancia"
  - Sverker I, re di Svezia
  - Sverker II, re di Svezia
- Sverrir: nome maschile, da sverrir "selvaggio"[56]. Di solito era usato come soprannome.
  - Sverrir Sigurðarson, re di Norvegia dal 1184 al 1202
- Svertingr
- Sæmundr
  - Sæmundr Sigfússon, prete e studioso islandese

## T
- Tryggvi: nome maschile, da tryggr "fedele, degno di fiducia"
  - Tryggvi Ólafsson, re di norvegia del X secolo
  - Tryggvi il Pretendente

## U
- Ungfrú: nome femminile

## V
- Víðarr
  - Víðarr, divinità che parteciperà al Ragnarök
- Vígbjörn
- Vígfúss
- Vígundr
- Víkarr: nome maschile, composto vík "baia" e herr "esercito"
  - Víkarr, re leggendario norvegese
- Viljálmr
- Vímundr: nome maschile, composto da vé "tempio" e mundr "protezione"

## Y
- Yngvildr: nome femminile
  - Yngvildr Þorgeirsdóttir, nipote di Snorri Þorfinnsson

## Þ
- Þjóðólfr
  - Þjóðólfr da Hvinir, scaldo norvegese del 900
- Þorinn: nome maschile, "coraggioso, impavido"
  - Þorinn, un Nano della Vǫluspá
- Þormóðr: nome maschile
  - Þormóður Kolbrúnarskáld, scaldo islandese della fine del X secolo[57]
- Þuríðr
  - Þurið Þorkilsdóttir, moglie di Sigmundr Brestisson
  - Þuríðr Óláfsdóttir, personaggio della Laxdæla saga[58]
- Þyri: nome femminile, variante di Þýrví e di Þórví
  - Tyra (o Þyri) di Danimarca, principessa danese e moglie di Olaf Tryggvason e di Styrbjörn Starke
- Þráinn: nome maschile
- Þrándr
  - Þrándur Ingjaldsson, guerriero islandese al servizio di Snorri Thorgrimsson[59]

### Nomi che iniziano con il teonimo Þórr (Thor)
Aggiungere il nome di un dio serviva a invocare la protezione e il favore della divinità sulla persona che lo portava. Si credeva anche che chi avesse il doppio nome godesse di una vita più lunga.
- Þóra: nome femminile da Þórr
- Þóralfr: nome maschile, composto da Þórr e alfr "elfo"
- Þórarinn
  - Þórarinn loftunga, scaldo
  - Þórarinn Skeggjason, scaldo
  - Þórarinn, personaggio del racconto Þorsteins þáttr stangarhǫggs
  - Þórarinn Stuttfeldr[60], scaldo
- Þórálfr: variante di Þóralfr
- Þorberg
- Þórbjörg: nome femminile, composto da Þórr e björg "fortezza"
  - Þórbjörg Lítilvölva, vǫlva della Saga di Erik il Rosso[61]
- Þórbjörn: nome maschile, composto da Þórr e björn "orso"
  - Þorbjörn hornklofi, scaldo
  - Þorbjǫrn skakkaskáld, scaldo forse islandese del XII secolo[62]
  - Þorbjörn öngull, islandese che fece parte della Guardia Variaga a Costantinopoli, dove morì[63][64]
- Þórdís: nome femminile, composto da Þórr e dís "dea, signora"
- Þórðr: nome maschile, forma abbreviata di Þórfreðr
- Þórfinnr: nome maschile, composto da Þórr e Finnr
  - Þórfinnr Karlsefni, esploratore norvegese
- Þórfreðr: nome maschile, composto da Þórr e friðr "pace, amore" o "protezione"
- Þórgautr: nome maschile
- Þórgeirr: nome maschile, composto da Þórr e geirr "lancia"
- Þórgerðr: nome femminile, composto da Þórr e garðr "recinto"
  - Þórgerðr Egilsdóttir, figlia di Egill Skallagrímsson
  - Þorgerðr brák, serva della famiglia di Egill Skallagrímsson[65][66]
- Þorgrímr: nome maschile, composto da Þórr e grímr "maschera"
- Þórhall
- Þórhildr: nome femminile, composto da Þórr e hildr "battaglia"
- Þórkell: nome maschile, composto da Þórr e ketill "calderone"
- Þórketill: variante di Þórkell
- Þorlákr: nome maschile
  - Þorlákur Runólfsson, terzo vescovo islandese dal 1118 al 1133
- Þorljót: nome femminile
- Þórolf
- Þórríðr
  - Þórríðr Þórkilsdóttir, nota anche come Turið Torkilsdóttir, moglie di Sigmundur Brestisson
- Þórmundr: nome maschile, composto da Þórr e mundr/mund "protezione/mano"
- Þórsteinn: nome maschile, composto da Þórr e steinn "pietra"
- Þórunn: nome femminile
- Þórvaldr
  - Þórvaldr Ásvaldsson, padre di Eiríkr il Rosso
- Þórvárðr
- Þórví: nome femminile, composto da Þórr e vé[67] "tempio, altare" oppure "consacrato"

### Fonti primarie
- Fulvio Ferrari (a cura di), Saga di Oddr l'Arciere, Iperborea, 2015
- Marcello Meli (a cura di), Saga degli Uomini delle Orcadi, Mondadori, 1997
- Marcello Meli (a cura di), Saga di Hervör, Padova, 1995
- Snorri Sturluson, Giorgio Dolfini (a cura di), Edda, Adelphi, 2013
- Snorri Sturluson, Gianna Chiesa Isnardi (a cura di), Edda, 2003
- Snorri Sturluson, Francesco Sangriso (a cura di), Heimskringla I, II, III, Edizioni dell'Orso, 2013, 2014, 2015
- Landnámabók, versione di Sturla Þórdarson (Sturlubók)
- The Complete Sagas of Icelanders including 49 tales, ed. Viðar Hreinsson, Reykjavík 1997
- Andersson, Gade, Morkinskinna: The Earliest Icelandic Chronicle of the Norwegian Kings (1030 – 1157), Ithaca, NY, 2000
- Íslenzk Fornrit (vari volumi), Reykjavík, 1933–
- Asser, Life of Alfred
- Dudone di San Quintino, Gesta Normannorum

### Fonti secondarie
- Marco Scovazzi, Grammatica dell'antico nordico, Mursia, 1991
- Marco Scovazzi, Antiche saghe islandesi, Torino, 1973
- H. Loyn, The vikings in Britain, Oxford, 1994
- E. Roesdahl, The vikings, London, 1991
- B. E. Crawford,Scandinavian Scotland, Leicester 1987
- Marco Battaglia, I Germani. Genesi di una cultura europea, Carocci, 2013
- Rudolf Pörtner, L'epopea dei vichinghi, Garzanti, 1983
- Gianna Chiesa Isnardi, I miti nordici, Longanesi, 2015
- Gianna Chiesa Isnardi, Storia e cultura della Scandinavia, Bompiani, 2015
- Thomas Lindkvist, Kings and provinces in Sweden in The Cambridge History of Scandinavia, 2003
- Dick Harrison, Sveriges historia, 600-1350, 2009
- Andy Orchard. Dictionary of Norse Myth and Legend, 1997
- Birgit and Peter Sawyer, Medieval Scandinavia. From conversion to Reformation circa 800-1500, Minnesota, 2013
- Peter Sawyer, The Oxford illustrated history of the vikings, Oxford, 1997
- Katherine Holman, S. Focacci (traduzione di), La conquista del nord. I vichinghi nell'arcipelago britannico, Odoya, 2014
- Bandle, Oskar, The Nordic Languages. An International Handbook of the History of the North Germanic Languages, Volume 2, 2002
- Jahr, Ernst Håkon and Ingvild Broch. Language Contact in the Arctic. Northern Pidgins and Contact Languages, 1996
- G. Fellows-Jensen, The vikings in England: a review. Anglo-Saxon England 4, 1975, pgg. 181-206
- G. Fellows-Jensen, Danish place-names and personal names in England: the influence of Cnut?, in A. Rumble, the Reign of Cnut, London, 1994, pgg. 125-140
- J. Insley, Scandinavian personal names in Norfolk, Uppsala, 1994
- M. Townend, Vikings age England as a bilingual society, in D. Hadley and J.D. Richards, 2000, pg 89-105